# La Furie des Apaches
Pour plus de détails, voir Fiche technique et Distribution.
La Furie des Apaches (titre original : El hombre de la diligencia) est un film hispanico-italien de  José María Elorrieta sorti en 1964.

## Synopsis
Les passagers d'une diligence sont immobilisés dans un relais par une attaque des apaches, et le passé de chacun va ressurgir...

## Fiche technique
- Titre français : La Furie des Apaches ou La Vengeance des Apaches[2] ou Furie Apache
- Titre espagnol original : El hombre de la diligencia[2] ou Cerco de muerte[1]
- Titre italien : La furia degli Apache
- Réalisation : José María Elorrieta (sous le nom de « Joe Lacy »)
- Scénario : José María Elorrieta (sous le nom de « Joseph de Lacy »), d'après le roman d'Eduardo Guzmán
- Directeur de la photographie : Alfonso Nieva
- Montage : Antonio Gimeno
- Durée : 90 min
- Musique : Fernando García Morcillo
- Production : Tomás Cicuendez pour Four Aces, P.C. Alesanco, Produciones Cinematografiches Algancio
- Genre : Western spaghetti
- Pays de production :  Espagne,  Italie
- Date de sortie :
  - France : 15 juillet 1964[2]
  - Espagne : 1er octobre 1964

## Distribution
- Frank Latimore (VF : Jean-Pierre Duclos) : Major Steve Loman (Joe Lowman en VF)
- Nuria Torray (VF : Sophie Leclair) : Ruth (Lou en VF)
- Jesús Puente (VF : Claude Bertrand) : Juge Todd Driscoll
- Mariano Vidal Molina (VF : Roger Rudel) : Burt (Bart en VF) Kaplan
- Jorge Martin : Elmer Roscoe
- Ángel Ortiz : Silas
- Rufino Inglès (VF : Émile Duard) : le banquier
- Francisco Braña (VF : Lucien Bryonne) : Fuller, l'acolyte de Burt
- Julio Pérez Tabernero (VF : Jacques Bernard) : Jimmy
- Antonio Cintado (VF : Émile Duard) : le sergent
- Guillermo Méndez (VF : Lucien Bryonne) : le commandant
- Yvonne Bastién